# Hirtodrosophila cinerea
Hirtodrosophila cinerea är en tvåvingeart som först beskrevs av Patterson och Wheeler 1942.  Hirtodrosophila cinerea ingår i släktet Hirtodrosophila och familjen daggflugor. Inga underarter finns listade i Catalogue of Life.